# Homalattus similis
Homalattus similis är en spindelart som beskrevs av Peckham, Peckham 1903. Homalattus similis ingår i släktet Homalattus och familjen hoppspindlar. Inga underarter finns listade i Catalogue of Life.